# Ondřej Bank
Ondřej Bank, född den 27 oktober 1980 i Zábřeh i dåvarande Tjeckoslovakien, är en tjeckisk alpin utförsåkare. 
Hans främsta gren är kombinationen, där han har rönt stora framgångar; i Beaver Creek, USA 2007 kom han på tredje plats och i Kitzbühel 2015 blev han åter trea. Men framför allt nådde han en femteplats i OS i Sotji i storslalom där han slutade som femma.